# Israel-Jakob Schur
Pour les articles homonymes, voir Schur et Israël (homonymie).
Israel-Jakob Schur (né le 21 juin 1879 à Helsinki et mort le 30 janvier 1949 à Helsinki) est un ethnologue, professeur d'hébreu, historien des religions, orientaliste, journaliste et influenceur de la communauté juive de Finlande,.

## Biographie
Israel-Jakob Schur est né à Helsinki en 1879. 
Son père, le rabbin Douw-Ber Schur, était au service de la congrégation juive d'Helsinki dans les années 1870 et 1880. 
Pendant la période d'autonomie, les Juifs vivant en Finlande étaient enregistrés en Russie, dans la ville de Chklow, dans le gouvernement de Moguilev. 
Selon la coutume de l’époque, Israël-Jakob reçut chez lui une solide éducation religieuse. Dans son enfance, il a évidemment fréquenté les écoles de langue suédoise de la capitale, comme les autres enfants juifs, car à cette époque, la communauté n'avait pas encore sa propre école en dehors de l'école primaire religieuse en yiddish,.
Au tournant des années 1880 et 1890, la famille Schur s'installa à Wierzbołów (aujourd'hui Virbalis en Lituanie), situé à la frontière de la Prusse orientale, et Israel-Jakob poursuivit ses études dans ce que l'on appelle le heder réformé de la ville. L’école représentait des écoles laïques modernes de langue hébraïque nées sur une base sioniste en Russie, qui s’efforcent de faire de l’hébreu modernisé une langue vivante parmi les enfants et les jeunes. 
C’est Wierzbołów qui était connu comme le centre de la Haskala et de l’hébreu moderne du mouvement juif des Lumières en Lituanie. 
Israel-Jakob Schur a étudié l'hébreu en tant qu'élève du célèbre pédagogue et poète Samuel Leib Gordon (pl) (1865-1933). À l'âge de 15 ans, il commence ses études à l'académie privée du Talmud de la ville, une yeshiva. Au début du XXe siècle, il travaillait comme professeur d'hébreu dans le heder réformé de Wierzbołów,.
En 1906, Israël-Jakob Schur retourna en Finlande pour occuper un poste d'enseignant à l'école réformée Heder fondée à Helsinki, appelée Mosaiska Skolan. Cependant, l’école n’a fonctionné que pendant quelques années, car son programme d’enseignement radical en hébreu moderne n’a pas obtenu un plus large soutien parmi les Juifs d’Helsinki. Après cela, Israël Schur a travaillé comme professeur d'hébreu dans d'autres écoles temporaires qui travaillaient avec la communauté, à Judiska Samskolan (plus tard école mixte juive) fondée en 1918, et comme professeur privé. Israël Schur était considéré comme un bon professeur très exigeant,.
En plus d'un travail d'enseignant instable, Israël Schur a travaillé depuis 1907 dans diverses entreprises, dont Fazer, en tant que correspondant à l'étranger. Il est intéressant de noter que Israël Schur a pu exercer des professions qui n'étaient pas autorisées selon l'ordonnance sur les affaires juives de 1869. 
Les Juifs finlandais n’ont obtenu leurs droits civiques qu’avec l’indépendance de la Finlande en 1917 ; Israël Schur fut parmi les premiers,,.
Le dévouement de Israël Schur au mouvement de langue hébraïque moderne est indiqué par le fait qu'il a travaillé comme correspondant finlandais pour Hed ha-zeman (L'écho du Temps), un quotidien sioniste de langue hébraïque publié à Vilnius. Dans ses articles, il décrit à la fois la situation politique de la Finlande autonome et l'évolution du statut juridique des Juifs finlandais.
Schur a également été rédacteur en chef du premier journal juif d'Helsinki, Judisk Krönika, de 1918 à 1920 et 1925. Le magazine se concentrait principalement sur les questions sociales juives et le sionisme. De nombreux non-juifs, parmi lesquels Eino Leino et Sigurd Wettenhovi-Aspa (fi), ont également participé au débat sur la question juive dans les pages du magazine et Hjalmar Procopé (fi) a édité une rubrique littéraire distincte. 
Gan Jeladim – Judiska Krönikans Barnträdgård, destiné aux enfants, a été publié en annexe du magazine, qui contenait de la littérature hébraïque traduite en suédois,. 
Il s'agit du seul magazine juif destiné aux enfants en Finlande. 
Parallèlement à sa dévotion à l'hébreu moderne et au journalisme, Schur était profondément intéressé par les études religieuses. Il a eu recours à l'auto-apprentissage, pour lequel il disposait d'excellentes conditions préalables en raison de ses vastes connaissances linguistiques. L’auto-apprentissage était en effet courant parmi les Juifs russes à cette époque, car il leur était difficile d’accéder à l’université. Beaucoup sont allés étudier dans les pays germanophones. Schur est connu pour avoir été un étudiant privé à l'Université de Königsberg, qui était l'un des centres du mouvement juif Wissenschaft des Judentums. Une théologie juive libérale est née dans le mouvement, qui étudiait la littérature exégétique rabbinique. Il cherchait à remettre en question la notion des théologiens protestants selon laquelle la suprématie absolue du christianisme sur les autres religions. Schur a publié des articles religieux généraux sur le judaïsme à l'époque de la Bible dans les journaux juifs finlandais. En plus de cela, il a auto-publié plusieurs articles détaillés en suédois et en yiddish. Les articles de Schur ont également été publiés à l'étranger, par exemple en Angleterre, en Autriche et en Suède,.
En 1919, Israel Schur fonde le club littéraire universitaire Judiska Litteratursällskapet, dont le but était d'organiser des conférences populaires sur la littérature et l'histoire juives, ainsi que sur diverses disciplines. Le rôle central de Schur dans la communauté juive d'Helsinki et ses efforts pour influencer la sphère nationale juive sont également indiqués par le fait qu'il fonda l'association sioniste Agudass Zion en 1920 avec Abraham Engel (1877-1928), qui devint partie intégrante du mouvement sioniste mondial. 
L’association, dont Schur était le secrétaire, a jeté les bases d’activités sionistes étendues à Helsinki. Schur a également été secrétaire de la branche d'Helsinki du Fonds national juif et de l'organisation sioniste Hamerkas hazioni b’Finland. 
En tant que secrétaire de ces associations, Schur entretenait une correspondance approfondie avec les organisations sionistes internationales et leurs dirigeants. 
Israel Schur lui-même représentait le « sionisme spirituel » d'Ahad Ha-Am (1856-1927), selon lequel la Palestine devait devenir le centre spirituel et culturel des Juifs, et non le centre du pouvoir politique. 
Judisk Krönika (sv) édité par Israël Schur a également présenté les activités sionistes de gauche.
Le journal désavouait clairement le bolchevisme et tentait de briser le mythe de la domination juive en Union soviétique. Schur était souvent un conférencier invité des associations sionistes de gauche Tzéïré-Tzion de Viipuri et Turku. 
Schur a surtout influencé les domaines culturel et politique, il n'a pas participé aux activités spirituelles de la congrégation juive,.
L'intérêt à long terme d'Israel Schur et son profond dévouement pour l'étude de la religion l'ont finalement amené à postuler pour entrer à l'Université d'Helsinki. 
L'expertise de Israel Schur en hébreu et en judaïsme a été remarquée dans les cercles universitaires. Schur a agi en tant que conseiller du professeur Antti Filemon Puuko (sv), qui était membre du comité de traduction de la Bible, sur les questions liées aux traductions de l'Ancien Testament. En 1933, Schur fut invité à devenir membre de la Suomen Itämainen seura. Le fait qu'en 1933 l'Académie finlandaise des sciences ait publié deux articles en langue allemande dans le domaine des études religieuses rédigés par Israel Schur témoigne également de cette appréciation. 
L'un de ces articles Versöhnungstag und Sündenbock a été considéré comme équivalent en termes de niveau et de portée à une thèse. En 1934, Israel Schur demanda l'autorisation d'obtenir une licence de philosophie. Sur la base de preuves solides, il a obtenu le droit de compléter une licence de philosophie. Israël Schur a obtenu son diplôme l'année suivante avec d'excellentes notes. Il s'est concentré sur la philosophie pratique, avec laquelle les études religieuses ont également été pratiquées. Rafael Karsten (fi), représentant de l'école Westermarck, était alors professeur dans ce domaine. Israel Schur est rapidement devenu l'un des amis les plus proches de Rafael Karsten.
Israël Schur a soumis sa thèse sur la nature et les motivations de la circoncision pour qu'elle soit révisée en 1936. Le manuscrit a passé l'examen préliminaire et a reçu l'autorisation d'imprimer.
Le professeur Edvard Westermarck, qui jouissait d'une reconnaissance internationale, a soumis sa thèse pour qu'elle soit publiée dans la série de publications de l'Académie finlandaise des sciences,.
Toutefois, cela ne s’est pas produit. Pour une raison quelconque, le professeur Antti Filemon Puukko (sv), qui agissait comme membre de jury supplémentaire, s'était retourné contre son collègue chercheur juif et, Gustaf John Ramstedt et un autre membre supplémentaire, le professeur Albert Hämäläinen (fi), avaient tout fait pour empêcher que la thèse soit acceptée. 
Le contexte a été influencé par les conflits de longue date entre les théologiens et les érudits religieux westermarckiens. Cependant, les déclarations du jury et d’autres membres du jury contenaient également des positions découlant d’un antisémitisme culturel et chrétien. 
Malgré les déclarations favorables de Rafael Karsten, la thèse a finalement été rejetée. La raison officielle était la langue allemande « étrange et incorrecte » de la thèse. 
Israël Schur a tenté à nouveau d'argumenter au cours du même automne, mais le projet a déjà échoué dans la phase de pré-inspection. 
Au printemps suivant, Israël Schur a tenté de soutenir sa thèse à l'université Åbo Akademi, mais là aussi, la thèse n'a pas été autorisée à être imprimée en raison d'une forte opposition,.
En 1940, la famille Schur pert son unique enfant Boris-Björn disparut lors des batailles de Vilaniemi (fi) à Säkkijärvi. 
Malgré les revers, Israël Schur a poursuivi son travail de recherche et a également écrit pour divers magazines, notamment le sioniste centriste Hatikwah (L'espoir) et le démocrate populaire Ny Tidi. Apparemment, même avant la guerre, Schur avait dérivé politiquement vers l’extrême gauche. Au printemps 1944, il fonde la Suomi-Neuvostoliitto-Seuraa à Töölö, Helsinki. Dans ses articles de journaux, il essayait de créer une image positive de la vie des Juifs soviétiques,.
L'œuvre d'Israël-Jakob Schur se déroule à une époque où les Juifs de Russie cherchaient leur place dans la société finlandaise et obtenaient enfin les droits de citoyenneté du pays. 
Schur a joué un rôle important dans l’éveil et l’augmentation de la conscience culturelle et nationale juive. Schur lui-même représentait un modèle combinant la civilisation juive traditionnelle et la civilisation occidentale. 
L'œuvre scientifique de Schur est un exemple rare d'une synthèse entre le mouvement Wissenschaft des Judentums et l'œuvre scientifique finlandaise, restée totalement étrangère à la postérité.
Soixante-dix ans après le rejet de la thèse de Israël Schur, son sort a été de nouveau évoqué dans la communauté scientifique. Elle a déclenché un débat public sur le rôle de l’antisémitisme dans le cours des événements et a incité les chercheurs à porter un regard plus critique sur la communauté scientifique des années 1930. 
En 2008, l'Université d'Helsinki a nommé un groupe d'experts pour déterminer si le rejet de la thèse de Schur violait les bonnes pratiques scientifiques,,.